# Leatrice Joy

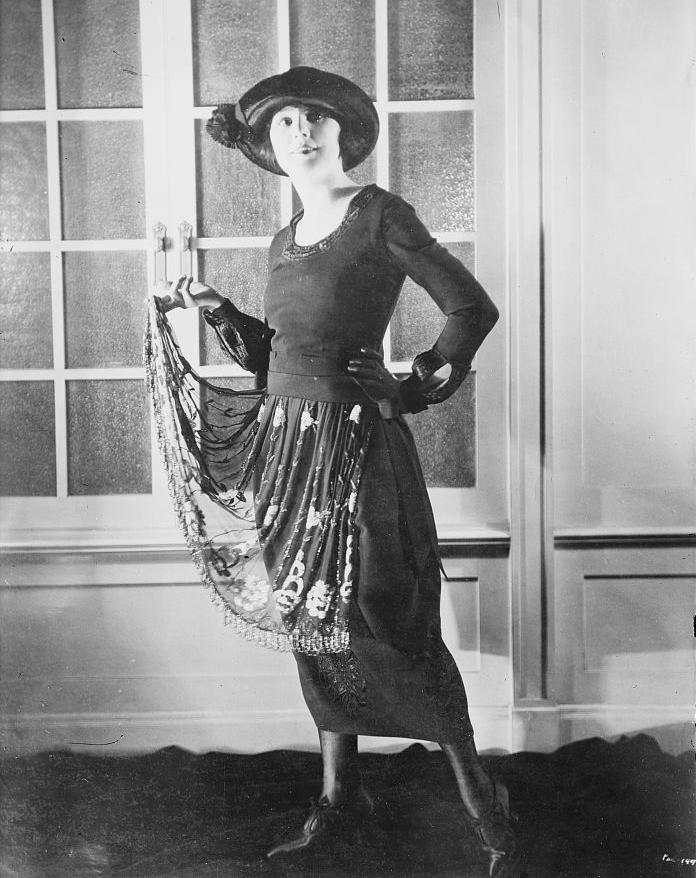
Leatrice Joy

Leatrice Joy (egentligen Leatrice Joy Ziedler), född den 7 november 1896 i New Orleans, Louisiana, USA, död den 13 maj 1985, var en amerikansk skådespelerska.
Hon gjorde filmdebut 1915; från 1918 var hon stjärna i filmer mot bl.a. Oliver Hardy. Regissören Cecil B. de Mille hade henne som favoritskådespelerska, och hon medverkade i flera av hans stumfilmer, bl.a. De tio budorden. Ofta spelade hon en karriärmedveten ung kvinna, iklädd maskulin klädedräkt, alternativt synnerligen kylig societetsdam. 
Hon var en av de som lanserade "bobbat hår" i slutet på 1920-talet.
Joy drog sig officiellt tillbaka strax innan ljudfilmens intåg, men dök sedermera upp då och då i biroller. 
Joy var gift tre gånger: hennes första äktenskap (1922–1924) var med stumfilmsstjärnan John Gilbert; i äktenskapet föddes en dotter, Leatrice Joy Gilbert, född den 22 september 1924.

## Filmografi (urval)
- The Folly of Revenge (1916)
- The Poverty of the Riches (1921)
- Lika inför lagen (1922)
- De tio budorden (1923)
- The Angel of Broadway (1927)
- Love Nest (1951)